# Convocazioni per il Campionato mondiale femminile di pallacanestro 2022
Elenco delle giocatrici convocate da ciascuna Nazionale partecipante al Campionato mondiale femminile di pallacanestro 2022.
Il simbolo  indica il capitano della squadra.
L'età è stata calcolata alla data di apertura del torneo. Il club di appartenenza è quello con cui la giocatrice ha firmato prima dell'inizio del torneo.

## Australia
| La selezione australiana, comunicata il 10 agosto, è composta da: \| N. \| Giocatrice \| Ruolo \| Data di nascita (età)* \| Altezza* \| Squadra \| \| -- \| ---------------- \| ----- \| --------------------------- \| -------- \| ----------------- \| \| 3 \| Kristy Wallace \| P \| 3 gennaio 1996 (26 anni) \| 1,80 m \| Melbourne Boomers \| \| 5 \| Darcee Garbin \| AG \| 24 giugno 1994 (28 anni) \| 1,88 m \| Frankston Blues \| \| 6 \| Stephanie Talbot \| AG \| 15 giugno 1994 (28 anni) \| 1,88 m \| Seattle Storm \| \| 7 \| Tess Madgen \| G \| 12 agosto 1990 (32 anni) \| 1,80 m \| Melbourne Boomers \| \| 9 \| Rebecca Allen \| G \| 6 novembre 1992 (29 anni) \| 1,88 m \| N.Y. Liberty \| \| 13 \| Ezi Magbegor \| A \| 13 agosto 1999 (23 anni) \| 1,93 m \| Seattle Storm \| \| 14 \| Marianna Tolo \| C \| 2 luglio 1989 (33 anni) \| 1,96 m \| Uni Girona \| \| 15 \| Cayla George \| AC \| 1º maggio 1989 (33 anni) \| 1,93 m \| Melbourne Boomers \| \| 19 \| Sara Blicavs \| AG \| 15 febbraio 1993 (29 anni) \| 1,88 m \| Southside Flyers \| \| 24 \| Anneli Maley \| AP \| 1º settembre 1998 (24 anni) \| 1,84 m \| Bendigo Spirit \| \| 25 \| Lauren Jackson \| C \| 11 maggio 1981 (41 anni) \| 1,95 m \| Southside Flyers \| \| 32 \| Sami Whitcomb \| G \| 20 luglio 1988 (34 anni) \| 1,78 m \| N.Y. Liberty \| * Statura media: 1,88 m, età media: 30 anni. Allenatore: Sandy Brondello Assistente: Olaf Lange, Cheryl Chambers |                  |       |                             |          |                   |
| N. | Giocatrice       | Ruolo | Data di nascita (età)*      | Altezza* | Squadra           |
| 3 | Kristy Wallace   | P     | 3 gennaio 1996 (26 anni)    | 1,80 m   | Melbourne Boomers |
| 5 | Darcee Garbin    | AG    | 24 giugno 1994 (28 anni)    | 1,88 m   | Frankston Blues   |
| 6 | Stephanie Talbot | AG    | 15 giugno 1994 (28 anni)    | 1,88 m   | Seattle Storm     |
| 7 | Tess Madgen      | G     | 12 agosto 1990 (32 anni)    | 1,80 m   | Melbourne Boomers |
| 9 | Rebecca Allen    | G     | 6 novembre 1992 (29 anni)   | 1,88 m   | N.Y. Liberty      |
| 13 | Ezi Magbegor     | A     | 13 agosto 1999 (23 anni)    | 1,93 m   | Seattle Storm     |
| 14 | Marianna Tolo    | C     | 2 luglio 1989 (33 anni)     | 1,96 m   | Uni Girona        |
| 15 | Cayla George     | AC    | 1º maggio 1989 (33 anni)    | 1,93 m   | Melbourne Boomers |
| 19 | Sara Blicavs     | AG    | 15 febbraio 1993 (29 anni)  | 1,88 m   | Southside Flyers  |
| 24 | Anneli Maley     | AP    | 1º settembre 1998 (24 anni) | 1,84 m   | Bendigo Spirit    |
| 25 | Lauren Jackson   | C     | 11 maggio 1981 (41 anni)    | 1,95 m   | Southside Flyers  |
| 32 | Sami Whitcomb    | G     | 20 luglio 1988 (34 anni)    | 1,78 m   | N.Y. Liberty      |

## Belgio
| La selezione belga, comunicata il 20 settembre, è composta da: \| N. \| Giocatrice \| Ruolo \| Data di nascita (età)* \| Altezza* \| Squadra \| \| -- \| --------------------- \| ----- \| -------------------------- \| -------- \| ------------------ \| \| 4 \| Elise Ramette \| G \| 3 novembre 1998 (23 anni) \| 1,77 m \| Sedis Seu d'Urgell \| \| 6 \| Antonia Delaere \| AP \| 1º agosto 1994 (28 anni) \| 1,82 m \| Reyer Venezia \| \| 10 \| Laure Résimont \| AP \| 29 gennaio 1998 (24 anni) \| 1,85 m \| Kang. Mechelen \| \| 11 \| Emma Meesseman \| C \| 13 maggio 1993 (29 anni) \| 1,93 m \| Fenerbahçe \| \| 13 \| Kyara Linskens \| C \| 13 novembre 1996 (25 anni) \| 1,93 m \| Lattes Montpellier \| \| 19 \| Hind Ben Abdelkader \| G \| 21 luglio 1995 (27 anni) \| 1,69 m \| Villeneuve-d'Ascq \| \| 25 \| Becky Massey \| C \| 21 marzo 2000 (22 anni) \| 1,86 m \| Estudiantes \| \| 31 \| Maxuella Lisowa-Mbaka \| G \| 14 maggio 2001 (21 anni) \| 1,78 m \| Elitzur Ramla \| \| 34 \| Billie Massey \| C \| 21 marzo 2000 (22 anni) \| 1,86 m \| Estudiantes \| \| 35 \| Julie Vanloo \| PG \| 10 febbraio 1993 (29 anni) \| 1,68 m \| Lattes Montpellier \| \| 55 \| Julie Allemand \| G \| 7 luglio 1996 (26 anni) \| 1,74 m \| Lyon ASVEL \| \| 99 \| Ine Joris \| C \| 25 luglio 2001 (21 anni) \| 1,83 m \| Kortrijk Spurs \| * Statura media: 1,81 m, età media: 25 anni. Allenatore: Valéry Demory Assistente: Pierre Cornia, Rachid Meziane |                       |       |                            |          |                    |
| N. | Giocatrice            | Ruolo | Data di nascita (età)*     | Altezza* | Squadra            |
| 4 | Elise Ramette         | G     | 3 novembre 1998 (23 anni)  | 1,77 m   | Sedis Seu d'Urgell |
| 6 | Antonia Delaere       | AP    | 1º agosto 1994 (28 anni)   | 1,82 m   | Reyer Venezia      |
| 10 | Laure Résimont        | AP    | 29 gennaio 1998 (24 anni)  | 1,85 m   | Kang. Mechelen     |
| 11 | Emma Meesseman        | C     | 13 maggio 1993 (29 anni)   | 1,93 m   | Fenerbahçe         |
| 13 | Kyara Linskens        | C     | 13 novembre 1996 (25 anni) | 1,93 m   | Lattes Montpellier |
| 19 | Hind Ben Abdelkader   | G     | 21 luglio 1995 (27 anni)   | 1,69 m   | Villeneuve-d'Ascq  |
| 25 | Becky Massey          | C     | 21 marzo 2000 (22 anni)    | 1,86 m   | Estudiantes        |
| 31 | Maxuella Lisowa-Mbaka | G     | 14 maggio 2001 (21 anni)   | 1,78 m   | Elitzur Ramla      |
| 34 | Billie Massey         | C     | 21 marzo 2000 (22 anni)    | 1,86 m   | Estudiantes        |
| 35 | Julie Vanloo          | PG    | 10 febbraio 1993 (29 anni) | 1,68 m   | Lattes Montpellier |
| 55 | Julie Allemand        | G     | 7 luglio 1996 (26 anni)    | 1,74 m   | Lyon ASVEL         |
| 99 | Ine Joris             | C     | 25 luglio 2001 (21 anni)   | 1,83 m   | Kortrijk Spurs     |

## Bosnia ed Erzegovina
| La selezione bosniaca, comunicata il 21 settembre, è composta da: \| N. \| Giocatrice \| Ruolo \| Data di nascita (età)* \| Altezza* \| Squadra \| \| -- \| ----------------- \| ----- \| -------------------------- \| -------- \| ---------------------- \| \| 4 \| Milica Deura \| P \| 22 luglio 1990 (32 anni) \| 1,78 m \| Slávia Banska Bystrica \| \| 5 \| Miljana Džombeta \| P \| 5 luglio 1994 (28 anni) \| 1,75 m \| Constanța \| \| 7 \| Nikolina Knezević \| G \| 16 febbraio 1995 (27 anni) \| 1,77 m \| Brno \| \| 9 \| Dragana Domuzin \| G \| 3 novembre 2000 (21 anni) \| 1,74 m \| Slovanka MB \| \| 10 \| Ajla Ikanović \| AP \| 5 ottobre 1999 (22 anni) \| 1,86 m \| RMU Banovići \| \| 11 \| Nikolina Delić \| G \| 1º novembre 1996 (25 anni) \| 1,84 m \| Akson Ilirija \| \| 13 \| Ajla Selimović \| C \| 6 febbraio 2003 (19 anni) \| 1,83 m \| Celta Vigo \| \| 15 \| Nikolina Elez \| AG \| 11 agosto 1995 (27 anni) \| 1,86 m \| Play Off \| \| 23 \| Jovana Marković \| C \| 10 gennaio 1997 (25 anni) \| 1,86 m \| Budućnost \| \| 24 \| Matea Tavić \| G \| 29 maggio 1992 (30 anni) \| 1,78 m \| Rutronik Stars Keltern \| \| 25 \| Anđela Delić \| G \| 1º novembre 1996 (25 anni) \| 1,81 m \| Clarinos Tenerife \| \| 35 \| Jonquel Jones \| C \| 5 gennaio 1994 (28 anni) \| 1,98 m \| Connecticut Sun \| * Statura media: 1,82 m, età media: 26 anni. Allenatore: Goran Lojo Assistente: Armin Šećerović |                   |       |                            |          |                        |
| N. | Giocatrice        | Ruolo | Data di nascita (età)*     | Altezza* | Squadra                |
| 4 | Milica Deura      | P     | 22 luglio 1990 (32 anni)   | 1,78 m   | Slávia Banska Bystrica |
| 5 | Miljana Džombeta  | P     | 5 luglio 1994 (28 anni)    | 1,75 m   | Constanța              |
| 7 | Nikolina Knezević | G     | 16 febbraio 1995 (27 anni) | 1,77 m   | Brno                   |
| 9 | Dragana Domuzin   | G     | 3 novembre 2000 (21 anni)  | 1,74 m   | Slovanka MB            |
| 10 | Ajla Ikanović     | AP    | 5 ottobre 1999 (22 anni)   | 1,86 m   | RMU Banovići           |
| 11 | Nikolina Delić    | G     | 1º novembre 1996 (25 anni) | 1,84 m   | Akson Ilirija          |
| 13 | Ajla Selimović    | C     | 6 febbraio 2003 (19 anni)  | 1,83 m   | Celta Vigo             |
| 15 | Nikolina Elez     | AG    | 11 agosto 1995 (27 anni)   | 1,86 m   | Play Off               |
| 23 | Jovana Marković   | C     | 10 gennaio 1997 (25 anni)  | 1,86 m   | Budućnost              |
| 24 | Matea Tavić       | G     | 29 maggio 1992 (30 anni)   | 1,78 m   | Rutronik Stars Keltern |
| 25 | Anđela Delić      | G     | 1º novembre 1996 (25 anni) | 1,81 m   | Clarinos Tenerife      |
| 35 | Jonquel Jones     | C     | 5 gennaio 1994 (28 anni)   | 1,98 m   | Connecticut Sun        |

## Canada
| La selezione canadese, comunicata il 19 settembre, è composta da: \| N. \| Giocatrice \| Ruolo \| Data di nascita (età)* \| Altezza* \| Squadra \| \| -- \| ---------------- \| ----- \| -------------------------- \| -------- \| --------------- \| \| 2 \| Aislinn Konig \| G \| 20 maggio 1998 (24 anni) \| 1,75 m \| Flammes Carolo \| \| 4 \| Sami Hill \| G \| 22 novembre 1994 (27 anni) \| 1,78 m \| Nördlingen \| \| 5 \| Kia Nurse \| G \| 22 febbraio 1996 (26 anni) \| 1,82 m \| Phoenix Mercury \| \| 6 \| Bridget Carleton \| AP \| 22 maggio 1997 (25 anni) \| 1,85 m \| Minnesota Lynx \| \| 11 \| Natalie Achonwa \| C \| 22 novembre 1992 (29 anni) \| 1,91 m \| Minnesota Lynx \| \| 13 \| Shay Colley \| G \| 6 gennaio 1996 (26 anni) \| 1,76 m \| - \| \| 14 \| Kayla Alexander \| C \| 5 gennaio 1991 (31 anni) \| 1,93 m \| C.J.M. Bourges \| \| 15 \| Laeticia Amihere \| A \| 10 luglio 2001 (21 anni) \| 1,86 m \| S.C. Gamecocks \| \| 16 \| Mael Gilles \| A \| 13 luglio 1997 (25 anni) \| 1,85 m \| Phoenix Mercury \| \| 21 \| Nirra Fields \| G \| 3 dicembre 1993 (28 anni) \| 1,76 m \| İzmit \| \| 22 \| Phillipina Kyei \| C \| 5 ottobre 2003 (18 anni) \| 2,01 m \| Oregon Ducks \| \| 30 \| Taya Hanson \| G \| 14 giugno 2000 (22 anni) \| 1,78 m \| ASU Sun Devils \| * Statura media: 1,84 m, età media: 25 anni. Allenatore: Víctor Lapeña Assistente: Steve Baur, Noelle Quinn |                  |       |                            |          |                 |
| N. | Giocatrice       | Ruolo | Data di nascita (età)*     | Altezza* | Squadra         |
| 2 | Aislinn Konig    | G     | 20 maggio 1998 (24 anni)   | 1,75 m   | Flammes Carolo  |
| 4 | Sami Hill        | G     | 22 novembre 1994 (27 anni) | 1,78 m   | Nördlingen      |
| 5 | Kia Nurse        | G     | 22 febbraio 1996 (26 anni) | 1,82 m   | Phoenix Mercury |
| 6 | Bridget Carleton | AP    | 22 maggio 1997 (25 anni)   | 1,85 m   | Minnesota Lynx  |
| 11 | Natalie Achonwa  | C     | 22 novembre 1992 (29 anni) | 1,91 m   | Minnesota Lynx  |
| 13 | Shay Colley      | G     | 6 gennaio 1996 (26 anni)   | 1,76 m   | -               |
| 14 | Kayla Alexander  | C     | 5 gennaio 1991 (31 anni)   | 1,93 m   | C.J.M. Bourges  |
| 15 | Laeticia Amihere | A     | 10 luglio 2001 (21 anni)   | 1,86 m   | S.C. Gamecocks  |
| 16 | Mael Gilles      | A     | 13 luglio 1997 (25 anni)   | 1,85 m   | Phoenix Mercury |
| 21 | Nirra Fields     | G     | 3 dicembre 1993 (28 anni)  | 1,76 m   | İzmit           |
| 22 | Phillipina Kyei  | C     | 5 ottobre 2003 (18 anni)   | 2,01 m   | Oregon Ducks    |
| 30 | Taya Hanson      | G     | 14 giugno 2000 (22 anni)   | 1,78 m   | ASU Sun Devils  |